# She Couldn't
"She Couldn't" là một bài hát của ban nhạc rock người Mỹ Linkin Park. Ban đầu bị rò rỉ vào năm 2009, sau đó thì được chính thức phát hành làm đĩa đơn đầu tiên từ phiên bản tái phát hành kỷ niệm 20 năm cho album đầu tay của họ, Hybrid Theory.

## Hoàn cảnh
Bài hát ban đầu được thu âm vào năm 1999  vào thời điểm Linkin Park đang thu âm cho album phòng thu đầu tay của họ, Hybrid Theory. Đây là một trong những bài hát đầu tiên được thu âm bởi ban nhạc sau khi trưởng nhóm Chester Bennington tham gia. Một phiên bản không chính thức, lậu của bài hát đã xuất hiện vào năm 2009 khi một fan mua một đĩa CD demo chứa bài hát từ eBay và phát tán nó. Sau khi ban nhạc gợi ý về việc phát hành bài hát vào đầu tuần, nó chính thức được phát hành vào ngày 13 tháng 8 năm 2020, để quảng bá cho bản tái phát hành kỷ niệm 20 năm của Hybrid Theory. Lần phát hành đầu tiên là thông qua một trang web do ban nhạc làm ra trông giống như một màn hình máy tính từ năm 2000. Bài hát là một trong 12 bài hát chưa phát hành được góp mặt trên bản phát hành.

## Chủ đề và biên soạn
Bài hát được mô tả là nghe giống với nhạc tố trong album Hybrid Theory ban đầu, cho dù âm nhạc nhẹ nhàng hơn và thời lượng lâu hơn 5 phút. Bài hát thiên về ballad và không có nhiều tiếng guitar nặng nề như trong phần lớn album, thay vào đó thì tập trung vào nhịp, âm lặp và giọng hát của Bennington. Rolling Stone mô tả âm nhạc của bài hát có một "âm hưởng du dương êm dịu với một âm lặp guitar đơn giản xoay quanh các âm synths trống trip hop và tiếng chà xước đĩa than". Trưởng nhóm quá cố Chester Bennington góp giọng cho các khổ hát, còn ca sĩ khác của ban nhạc, Mike Shinoda, hát phần điệp khúc. Ngoài ra, phần điệp khúc có một mẫu giọng hát của Mos Def từ bài hát "B-Boy Document 99" của High and Mighty. Shinoda đề cập rằng âm hưởng nhẹ nhàng hơn của bài hát là dấu hiệu báo trước cho sự thay đổi của ban nhạc trong hướng đi âm nhạc sau này.

## Đón nhận
Kerrang! ca ngợi bài hát vì nghe giống như nó thuộc về Hybrid Theory, cho rằng "Mặc dù nó mềm mại và thiếu tiếng guitar nặng... bất chấp độ dài của nó và nhịp độ cá biệt của nó... bạn có thể đặt nó ở bất kỳ đâu trong nửa sau của album và nó sẽ không quá chướng tai. Nó có thể là một thứ của quá khứ, nhưng nó vẫn nghe ổn".

## Nhân sự
- Chester Bennington - hát
- Mike Shinoda - hát
- Brad Delson - guitar, bass
- Joe Hahn - bàn xoay, sampler
- Rob Bourdon - trống

## Bảng xếp hạng
| Bảng xếp hạng (2020)              | Vị trí cao nhất |
| --------------------------------- | --------------- |
| Hoa Kỳ Hot Rock Songs (Billboard) | 47              |